# آرنی مار آرناسون
آرنی مار آرناسون (به انگلیسی: Árni Már Árnason) (زادهٔ ۹ اکتبر ۱۹۸۷) شناگر اهل ایسلند است.